# 鹿児島市立城南小学校
鹿児島市立城南小学校（かごしましりつ じょうなんしょうがっこう）は、鹿児島県鹿児島市城南町にある公立の小学校である。

## 概要
鹿児島市の中央部に位置している小学校である。1930年に鹿児島市立洲崎尋常小学校として設置され、1945年に松原国民学校が廃校されたため併合した。1952年、校区の一部を鹿児島市立松原小学校として分離した。2010年4月6日現在、221名が在籍しており、1学年あたり1学級から2学級であり、特別支援学級が1学級ある。

## 沿革
- 1930年（昭和5年）4月1日 - 鹿児島市洲崎尋常小学校として創立。
- 1941年（昭和16年）4月1日 - 国民学校令施行により、鹿児島市洲崎国民学校と改称。
- 1945年（昭和20年） - 松原国民学校が廃校になったのに伴い、児童を収容する。
- 1946年（昭和21年）4月1日 - 鹿児島市城南国民学校と改称。
- 1947年（昭和22年）4月1日 - 学校教育法施行により、鹿児島市立城南小学校と改称。
- 1952年（昭和27年） - 校区の一部を鹿児島市立松原小学校へ分離する。
- 1959年（昭和34年）11月1日 - 校旗・校章制定。
- 1973年（昭和48年）3月 - プール新設。
- 1980年（昭和55年）2月9日 - 創立50周年を迎えるにあたり、校旗と校章を改訂。
- 1984年（昭和59年）3月27日 - 校舎改築竣工（本館4階A棟・3階C棟・給食室）。
- 1987年（昭和62年）2月20日 - 屋内運動場改築竣工。
- 1995年（平成7年）7月22日 - B棟校舎大規模改造工事。
- 1996年（平成8年）2月27日 - 校長室・音楽室・保健室・パソコン室にクーラー設置。
- 1999年（平成11年）3月25日 - 理科室・職員室・事務室・主事室にクーラー設置。
- 2011年（平成23年）6月 - 普通教室にクーラー設置。同月、A棟及び渡り廊下の外装塗装。
- 2012年（平成24年）10月 - 体育館外装塗装。
- 2013年（平成25年）8月 - B棟廊下塗装。
- 2014年（平成26年）7月 - バックネット改修工事。
- 2015年（平成27年）7月 - 体育館安全防護柵新設。
- 2016年（平成28年）
  - 11月 - B棟校舎外装塗装。
  - 12月8日 - 津波避難場所調印式。
- 2017年（平成29年）
  - 4月 - 自閉症・情緒障害指導教室開設。
  - 11月 - 地震津波避難実施。

## 校訓
- 〇元気よく
- 〇なかよく
- 〇考える

## 通学区域と進学先中学校
出典

### 通学区域
- 城南町（全域）
- 南林寺町（9〜19番地）
- 甲突町（全域）
- 錦江町（全域）
- 新屋敷町（25〜28番地を除く）

### 進学先中学校
公立中学校に進学する場合
- 鹿児島市立天保山中学校（新屋敷町を除く地域から通う児童の主な進学先）
- 鹿児島市立甲東中学校（新屋敷町から通う児童の主な進学先）

## アクセス
- 鹿児島市営バス12番線海岸線で、「城南小前」バス停下車。
  - JR鹿児島駅から、先述の鹿児島市営バスに乗車し、「城南小前」バス停下車。

## 周辺
- 国道225号線
- 鹿児島県道204号鹿児島停車場線
- セブンイレブン鹿児島城南町店
- 清滝川
- 鹿児島市立城南保育園 - 進学前保育園のひとつ。
- 甲突郵便局
- 鹿児島港湾・空港整備事務所
- 鹿児島新港

## 関係者

### 出身者
- 吉俣良（作曲家）
- よし俣とよしげ（ローカルタレント）
  - 上記の二人は実兄弟である。
- 稲森いずみ（女優）
- 横内正（俳優）- 2年生から5年生まで4年間在籍